# Шварц, Ронни
Ронни Шварц Нильсен (дат. Ronnie Schwartz Nielsen; род. 29 августа 1989 года, Ульстед, коммуна Ольборг, Дания) — датский футболист, нападающий клуба «Венсюссель».

## Клубная карьера

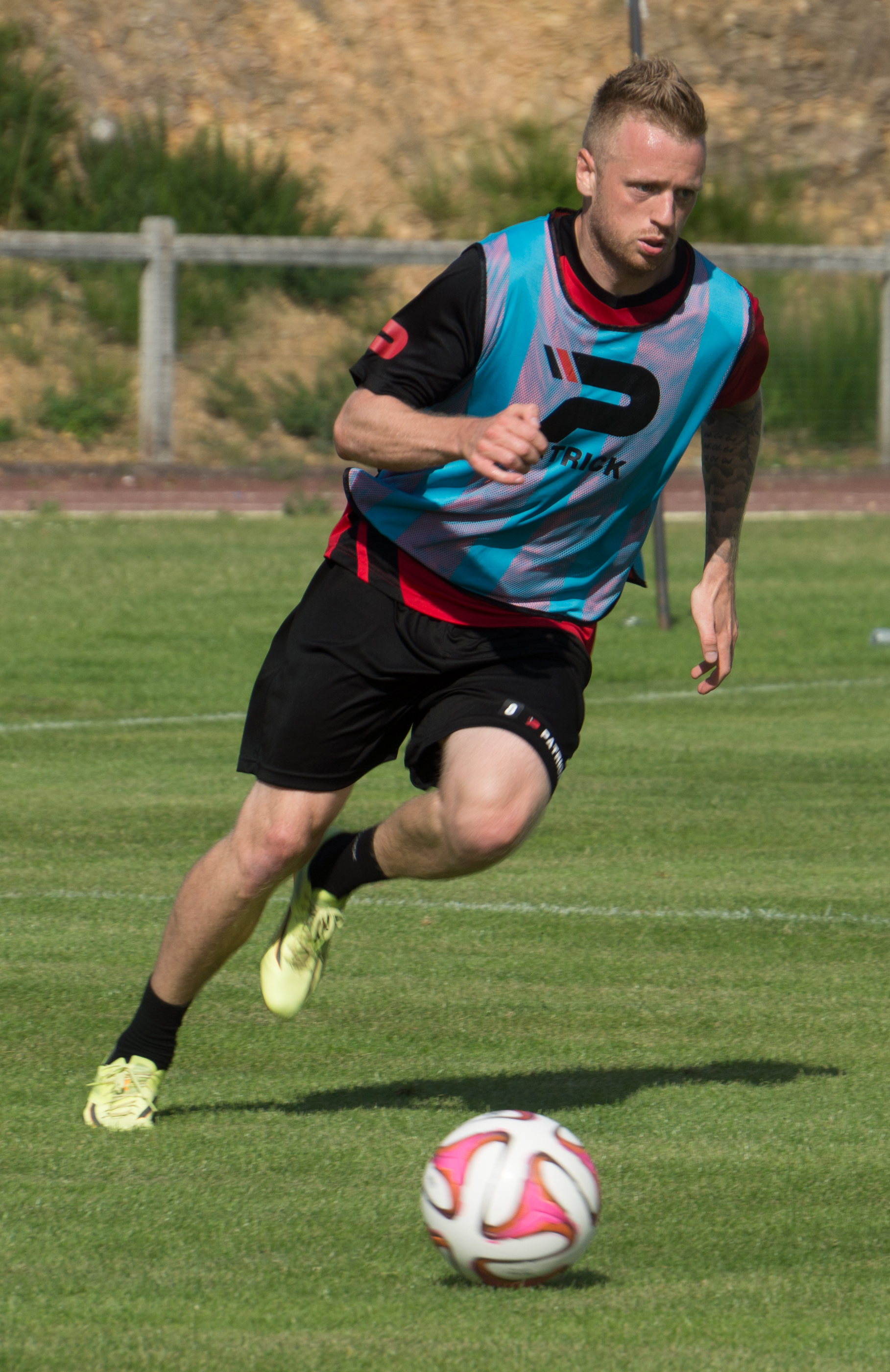
Шварц в составе «Генгама»

Шварц — воспитанник клуба «Ольборг». В 2007 году он дебютировал за основную команду в датской Суперлиге. 2 августа 2008 года в матче против «Вайле» Ронни забил свой первый гол за «Ольборг». В том же году он стал чемпионом Дании. 19 июля 2010 года в матче против «Люнгбю» Шварц сделал хет-трик. Летом 2011 года Ронни перешёл в «Раннерс». По итогам сезона он помог клубу выйти в элиту. 14 июля 2012 года в матче против «Сённерйюск» Шварц дебютировал на высшем уровне. В 2014 году Ронни с пятнадцатью мячами стал вторым бомбардиром чемпионата и перешёл во французский «Генгам». 9 августа в матче против «Сент-Этьена» он дебютировал в Лиге 1. 18 октября в поединке против «Лилля» Шварц забил свой первый гол за «Генгам».
Летом 2015 года Ронни на правах аренды перешёл в «Брондбю». 2 августа в матче против «Хобро» он дебютировал за новую команду. 9 августа в поединке против своего бывшего клуба «Раннерс» Шварц  сделал «дубль», забив свои первые голы за «Брондбю».
В начале 2016 года Ронни был отдан в аренду в «Эсбьерг». 28 февраля в матче против столичного «Копенгагена» он дебютировал за новый клуб. 6 марта в поединке против своего бывшего клуба «Раннерс» Шварц забил свой первый гол за «Эсбьерг». Летом того же года Ронни перешёл в бельгийский «Васланд-Беверен». 27 августа в матче против «Остенде» он дебютировал в Жюпиле лиге. 15 октября в поединке против «Эйпена» Шварц забил свой первый гол за «Васланд-Беверен».
В начале 2018 года Ронни перешёл в норвежский «Сарпсборг 08». Летом 2018 года вернулся в Данию, чтобы помочь «Силькеборгу» пробиться в Суперлигу.

## Достижения
Командные
 «Ольборг»
- Чемпионат Дании по футболу — 2007/2008